# Amy Allen

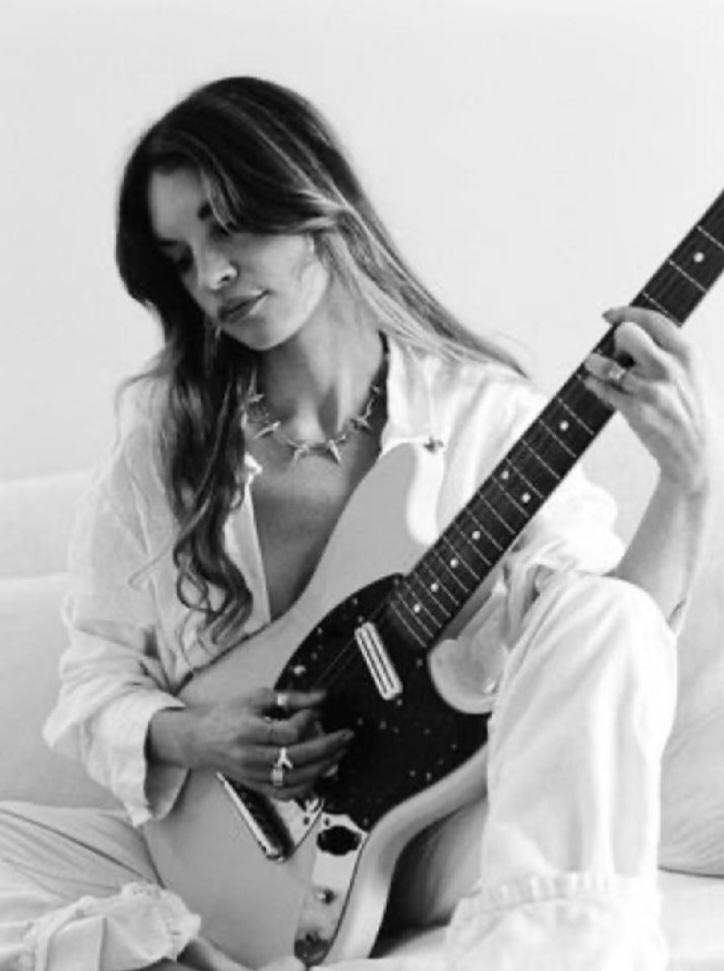
Amy Allen 2024

Amy Rose Allen (* 1992 in South Portland, Maine) ist eine US-amerikanische Musikerin. Sie gehört zu den erfolgreichsten Songwriterinnen der 2020er Jahre und war unter anderem an Hits von Rosé, Tate McRae und Sabrina Carpenter beteiligt. Für ihre Beteiligung am Album Harry’s House von Harry Styles wurde sie 2023 mit einem Grammy Award ausgezeichnet.

## Biografie
Aufgewachsen ist Amy Allen in der Kleinstadt Windham im nordöstlichsten US-Bundesstaat Maine. In der Jugend war sie Bassistin in der Band ihrer älteren Schwester. Sie blieb bei der Musik und studierte am Berklee College of Music in Boston Musikproduktion und Songwriting. Mitte der 2010er Jahre hatte sie mit Amy & the Engine eine eigene Band, mit der sie auch einige EPs veröffentlichte.
2017 ging sie nach Los Angeles und schloss sich der Artist Publishing Group an, um in ihrem erlernten Beruf zu arbeiten. Songs mit ihrer Beteiligung wurden von bekannten Interpreten aufgenommen. Zu den Songs gehörte der internationale Hit Back to You von Selena Gomez und Without Me von Halsey, ihr erster US-Nummer-eins-Hit. Weitere Lieder wurden von Shawn Mendes, Camila Cabello, Sam Smith, Zara Larsson und Charli XCX aufgenommen.
Ab den 2020ern versuchte sie sich auch an einer Solokarriere. Sie unterschrieb bei Warner und veröffentlichte über mehrere Jahre eine Reihe von Singles und im Herbst 2024 ein Album. Der große Durchbruch gelang ihr aber nicht.
Gleichzeitig stieg sie aber durch ihre Erfolge als Autorin zu einer der besten Songwriterinnen auf. Für ihre Beteiligung am Album Justice von Justin Bieber wurde sie 2022 für einen Grammy Award nominiert. Im Jahr darauf wurde sie bereits zum ersten Mal in der Kategorie Songwriter of the Year nominiert. Dazu war sie gleich an zwei Kandidaten für das Album des Jahres beteiligt: an Special von Lizzo und an Harry’s House von Harry Styles, das schließlich ausgezeichnet wurde und ihr den Grammy brachte. Der Höhepunkt kam aber 2024, als sie der Schauspielerin und Sängerin Sabrina Carpenter zum Durchbruch verhalf. Mit ihr schrieb sie alle Songs ihres Nummer-eins-Albums Short n’ Sweet, darunter Please Please Please, Espresso und Taste, die alle Platz 1 in Großbritannien und die Top 3 in den USA erreichten. Bei den Grammy Awards 2025 wurden nicht nur das Album und PLease Please Please nominiert, sie selbst war zum zweiten Mal Kandidatin in der Songwriter-Kategorie.

## Autorenbeteiligungen
Zu den erfolgreichsten Liedern mit ihrer Beteiligung als Autorin gehören:
- Cover Me in Sunshine / Pink & Willow Sage Hart (2021)
- On the Ground / Rosé (2021)
- Lifestyle / Jason Derulo feat. Adam Levine (2021)
- 10:35 / Tiësto & Tate McRae (2022)
- Greedy / Tate McRae (2023)
- Pretty Isn’t Pretty / Olivia Rodrigo (2023)
- Better Place / *NSYNC (2023)
- Espresso / Sabrina Carpenter (2024)
- Please Please Please / Sabrina Carpenter (2024)
- Taste / Sabrina Carpenter (2024)
- Apt. / Rosé feat. Bruno Mars (2024)

## Auszeichnungen
Grammy Awards
- 2022:
  - Nominierung: Album des Jahres für Justice (Triple Chucks Deluxe) von Justin Bieber (Songwriting, Produktion)
- 2023:
  - Album des Jahres für Harry’s House von Harry Styles (Songwriting)
  - Nominierung: Songwriter des Jahres; Album des Jahres für Special von Lizzo (Songwriting)
- 2025 (ausstehend):
  - Nominierung: Songwriter des Jahres; Album des Jahres für Short n’ Sweet von Sabrina Carpenter (Songwriting); Song des Jahres für Please Please Please von Sabrina Carpenter (Songwriting); Song für visuelle Medien für Better Place von *NSYNC

Forbes
- 2020: 30 Under 30 in der Kategorie Musik[3]